# Dengfeng
Dengfeng is een Chinees stadsarrondissement in de stadsprefectuur Zhengzhou. De historische stad is een voorstad 60 km ten zuidwesten van de miljoenenstad Zhengzhou, de provinciehoofdstad van de provincie Henan. Het stadsarrondissement telt 630.000 inwoners op een gebied van 1.220 km² of een bevolkingsdichtheid van 516,4 inw./km². De stad is bekend omwille van zijn religieus patrimonium, tot stand gekomen in een periode van meerdere millennia, en gespreid over negen Chinese dynastieën, met onder meer de boeddhistische Shaolin- en Fawangtempels en Chuzu- en Shaolinkloosters, de Taoïstische tempel Zhongyue en de Confucianistische Songyang academie.
In het gebied was er al een menselijke aanwezigheid in het Paleolithicum zoals artefacten in onder meer de Zhijigrot aantoonden. Een hogere cultuur, de Longshancultuur, ontstond in de regio van Dengfeng ten tijde van het Neolithicum. Hieruit groeiden de eerste Chinese staten. De stad werd toen nog aangeduid als Yangcheng (Vereenvoudigd Chinees: 阳城, Traditioneel Chinees: 陽城, Pinyin: Yángchéng). Yangcheng speelde een belangrijke rol in de Xia-dynastie als een van de twee hoofdsteden van het rijk. Hoewel niet meer de hoofdstad, bleef de regio van belang in de perioden van de Shang- en Zhou-dynastie.
De oude Chinese nederzettingen en steden zouden zich op de zuidflank van de heilige Chinese berg Song Shan bevonden hebben, meer specifiek ten zuiden van de toppen van de Shaoshi en de Taishi. De locatie was het centrum van Hemel en Aarde, de enige locatie op aarde waar astronomische observaties als accuraat beschouwd werden. De heilige attributen die aan de Song Shan aldus werden toegeschreven, hielpen de heersers van de oude dynastiën hun macht in stand te houden.
Wanneer in de loop van de Han-dynastie het boeddhisme ingang vindt in China, worden een aantal boeddhistische tempels rond de Song Shan bergketen gebouwd, waaronder de Huishantempel, de Songyuetempel en de Shaolintempel. De poorten zijn de restanten van de oude Han tempels en behoren tot de oudste religieuze bouwwerken van China. Keizerin Wu Zetian riep de god van de Song Shan uit tot de Heerser van de Centrale Hemel,keizer Tang Xuanzong benoemde de god als de Koning van de Centrale Hemel en breidde de Zhongyuetempel uit. De Song-dynastie bood verdere keizerlijke ondersteuning voor de uitbouw van een aantal tempels, en de bouw van de Songyang academie. In de Yuan-dynastie werd het astronomisch observatorium gebouwd in het nabijgelegen dorp Gaocheng naast 44 pagodes. De Ming-dynastie was het tijdperk van de grootste en rijkste uitbouw van het religieus patrimonium van Dengfeng. Negen zalen en 143 pagodes uit deze periode bleven bewaard. De verbeterde astronomische inzichten, met de aarde als bolvormig lichaam leiden tot het verlaten van de theorieën waarin het gebied als Centrum van de Aarde werd aangeduid. Van de architecturale uitbreidingen tijdens de Qing-dynastie blijft nog het meest bewaard, waaronder 34 tempelbouwwerken en heel wat renovaties en vernieuwingen van de oudere gebouwen.
Op 31 juli 2010 erkende de UNESCO tijdens de zitting van de 34e sessie van de Commissie voor het Werelderfgoed het historisch patrimonium van de stad als werelderfgoed en werd het als "Historische monumenten van Dengfeng in Het Centrum van Hemel en Aarde" toegevoegd aan de werelderfgoedlijst. Tot de beschermde monumenten behoren:
- Astronomisch observatorium van Gaocheng
- Huishantempel
- Shaolinklooster met Shaolintempel en het Pagodenwoud
- Songyang academie
- Pagode van de Songyuetempel
- Qimu Que poort
- Shaoshi Que poort
- Taishi Que poort
- Zhongyuetempel

De verschillende monumenten werden opgetrokken in een periode van negen dynastieën.
- Bibliothèque nationale de France: cb151169919 (data)
- Gemeinsame Normdatei: 1315157063
- Library of Congress Control Number: n2016023482
- Nationale Bibliotheek van Tsjechië: ge530215
- Nationale bibliotheek van Australië: 36606163
- Nationale Bibliotheek van Israël: 987007550580705171
- Virtual International Authority File: 26144648217783092027
- WorldCat: E39QbtfRCGWQ9MJjbQvTKKrvQY